# Монтенот
Монтенот (англ. Montenotte) — деревня в Ирландии, находится в графстве Корк (провинция Манстер).
Территория разделена на два избирательных округа (Монтенот A и Монтенот B).